# Fort de la Mauresque
Le fort de la Mauresque est situé à Port-Vendres dans les Pyrénées-Orientales en France.
Il est inscrit au titre de monument historique depuis 1991.